# Coalition Junts
La Coalition Junts (Coalition Ensemble) est une coalition politique formée à l'occasion des élections législatives andorranes de 2015.

## Partis membres
- Parti social-démocrate
- Verts d'Andorre
- Indépendants

## Résultats électoraux
| Année | Tête de liste    | Voix  | %     | Sièges |
| ----- | ---------------- | ----- | ----- | ------ |
| 2015  | Pere López Agràs | 3 462 | 23,53 | 3 / 28 |